# Lypnjaschka
Lypnjaschka (ukrainisch Липняжка; russisch Липняжка Lipnjaschka) ist ein Dorf in der ukrainischen Oblast Kirowohrad mit etwa 4400 Einwohnern (2001).

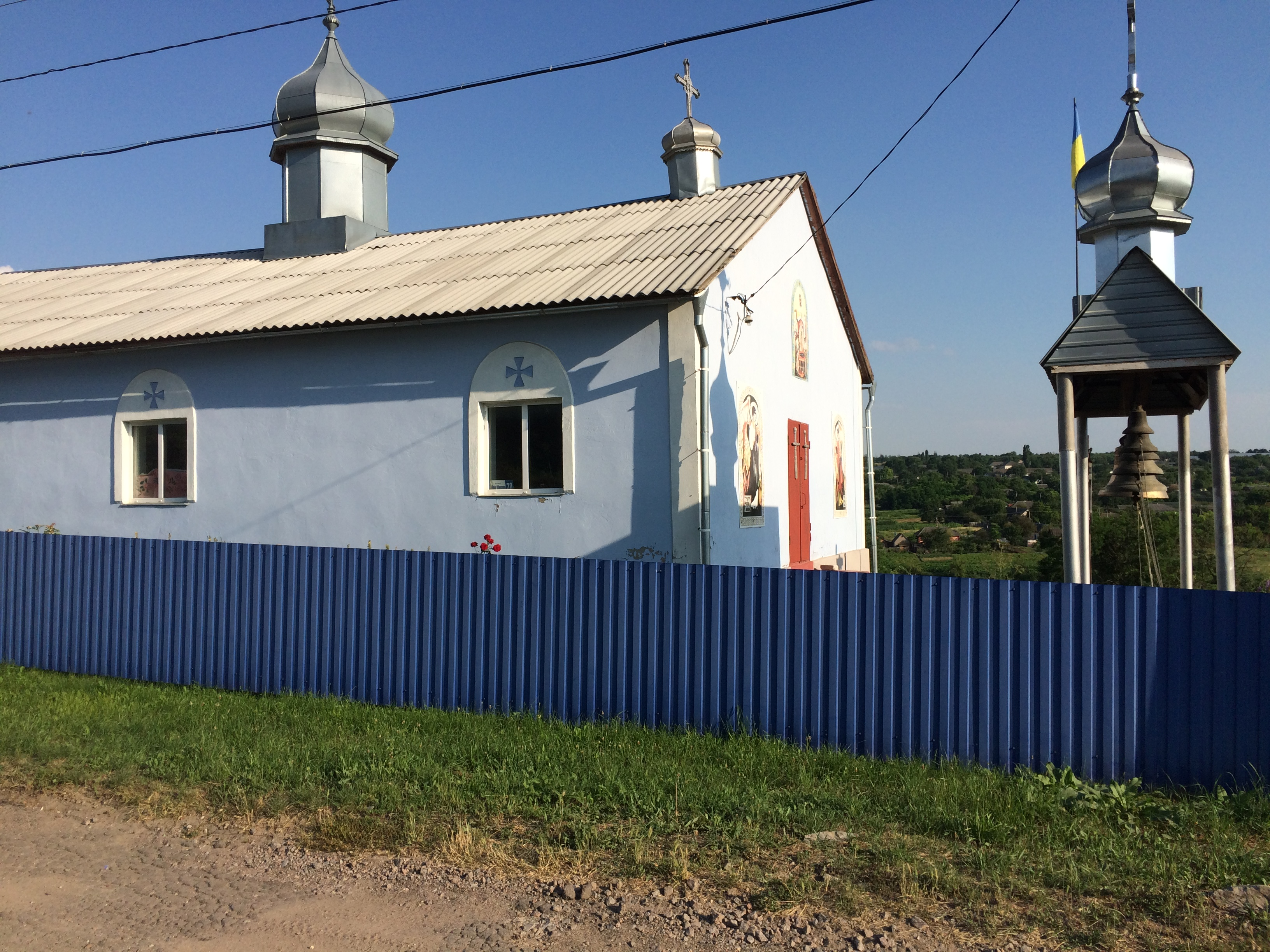
Kirche im Ort

Das erstmals 1596 schriftlich erwähnte Dorf lag ursprünglich im Gebiet der Saporoger Sitsch. Es hatte 1896, damals im Bezirk Jelisawetgrad (Єлисаветградський повіт) des Gouvernement Cherson gelegen, 975 Häuser mit 5782 Einwohnern.

## Geografie
Die Ortschaft liegt auf der südwestlichen Seite des Dneprhochlandes auf 140 m Höhe am Ufer des Suchyj Taschlyk (Сухий Ташлик), einem 57 km langen, linken Nebenfluss der Synjucha.
Durch das Dorf verläuft die Territorialstraße T–12–14. Über diese Straße ist das ehemalige Rajonzentrum Dobrowelytschkiwka nach 11 km in südöstliche Richtung und das Dorf Tyschkiwka nach 13 km in nordwestliche Richtung zu erreichen. Das Oblastzentrum Kropywnyzkyj befindet sich etwa 100 km östlich vom Dorf.
Am 12. Juni 2020 wurde das Dorf ein Teil der neugegründeten Siedlungsgemeinde Dobrowelytschkiwka, bis dahin bildete sie zusammen mit den Dörfern Wodjane (Водяне) und Wolodymyriwka (Володимирівка) die gleichnamige Landratsgemeinde Lypnjaschka (Липнязька сільська рада/Lypnjaska silska rada) im Nordwesten des Rajons Nowomyrhorod.
Am 17. Juli 2020 kam es im Zuge einer großen Rajonsreform zum Anschluss des Rajonsgebietes an den Rajon Nowoukrajinka.